# SummerSlam (1991)
SummerSlam (1991) — щорічне pay-per-view шоу «SummerSlam», що проводиться федерацією реслінгу WWE. Шоу відбулося 26 серпня 1991 року в Медісон-сквер-гарден(англ. Madison Square Garden) у Нью-Йорку (США). Це було четверте шоу в історії «SummerSlam». Під час шоу відбулося вісім матчів та ще один перед показом.